# ヴァーティゴ (曲)
「ヴァーティゴ」（Vertigo）は、U2が2004年に発表した楽曲。11作目となるスタジオ・アルバム『原子爆弾解体新書〜ハウ・トゥ・ディスマントル・アン・アトミック・ボム』の先行シングル。

## 解説
タイトルはアルフレッド・ヒッチコックの映画『めまい』（Vertigo）から。ライヴ時にスクリーンに映し出される映像も『めまい』のオープニング・シークエンスのオマージュだという。ボノ曰く「ナイトクラブに巣くう使い古された魂の歌」とのことで、実際ドイツのアーレンスブルグにVertigoというナイトクラブがある。
曲の元になったのは、ジ・エッジがマリブの家で思いついたギター・リフで、アルバム『How To Dismantle An Atomic Bomb』に向けた曲作りに取り掛かった際、最初に生まれたアイディアのうちの1つだった。
最初「Full Metal Jacket」という曲で、次に「Native Son」という曲になったが完成に至らず。このときの歌詞は、レナード・ペルティエ という人権活動家にインスパイアされたネイティブ・アメリカン関するものだった。その後、クリス・トーマスに代わってプロデューサーになったリリーホワイトが曲に手を加え、さらにボノに「この歌詞を観客の前で歌えるか？」と質問。ボノは首を横に振り、歌詞を書き換えた。デビューシングルのつもりで作ったせいか、コーラス部分が「Stories For Boys」と同じく「Hello,Hello」となっている。アダムはリズムセクションがEcho & Bunnymenぽいと発言している。
なお曲の初めに「ウノ、ドス、トレス、カトールセ!」とスペイン語で「1、2、3、14!」と唱えている理由について、ボノは「アルコールが入っていたせい」と答えている。
CDシングル発売に先行して、Apple「iPod」のコマーシャルソングとして使用され、U2のメンバーもシルエットで出演した。アップルは、iPodのU2スペシャル・エディションや、デジタル・ダウンロードにより購入できるU2のボックス・セット『The Complete U2』も発売した。
イギリスでは、2000年発売の「ビューティフル・デイ」以来、通算5作目の1位獲得シングルとなった。
ミュージック・ビデオは、ホワイト・ストライプスとの仕事で知られるAlex CortesとMartin Fougerolのチームの監督によって、スペインのエブロ川のデルタ地帯で撮影された。
第47回グラミー賞では、最優秀ロック・パフォーマンス（グループ）、最優秀ロック・ソング、最優秀短編ミュージック・ビデオの3部門を受賞した。
本作は様々な形態のシングルとしてリリースされた。カップリング曲として、オリジナル・アルバム未収録曲「アー・ユー・ゴナ・ウェイト・フォーエヴァー?」や、クラフトワークのカヴァー「ネオン・ライツ」を収録しているエディションもある。2005年には、アンディ・ホルトやトレント・レズナーによるリミックス・ヴァージョンを収録した12インチ・シングルもリリースされた。

## 収録曲

### 12インチ・シングル（2004年）
1. "Vertigo (Jacknife Lee 12")"
2. "Vertigo (Jacknife Lee 7")"
3. "Vertigo (Jacknife Lee 10")"
4. "Vertigo (Jacknife Lee 12" instrumental)"

### 12インチ・シングル（2005年）
1. "Vertigo (Redanka Power Mix)"
2. "Vertigo (Trent Reznor Remix)"

### イギリス盤CDシングル1
1. "Vertigo"
2. "Are You Gonna Wait Forever?"

### イギリス盤CDシングル2
1. "Vertigo"
2. "Vertigo (Jacknife Lee 10")"
3. "Neon Lights"

### CDシングル（日本）
1. ヴァーティゴ - "Vertigo"
2. アー・ユー・ゴナ・ウェイト・フォーエヴァー? - "Are You Gonna Wait Forever?"
3. ネオン・ライツ - "Neon Lights"
4. ヴァーティゴ（Jacknife Lee 10"） - "Vertigo (Jacknife Lee 10")"
5. ヴァーティゴ（Live at HQ） - "Vertigo (Live at HQ)"

### DVDシングル
1. "Vertigo" (HQ video)
2. "Vertigo" (Audio With Photo Gallery)
3. "Are You Gonna Wait Forever?" (Audio Only)
4. "Vertigo" (Lisbon Video - Jacknife Lee 10")

## PV

### Official Video
- 監督：アレックス＆マーチン
- プロデューサー：グレイス・ボディ
- プロダクション・マネージャー：ジョニー・ワードル
- 撮影監督：オマー・ガナイ
- 編集：ジョー・ゲスト
- VFXスーパーバイザー：ジャム・アベラント
- ロケ地：デルテブレ（スペイン）
- 撮影日：2004年9月14日
- リリース日：2004年10月27日

### Jacknife Lee 10" Version
- 監督：ジョー・エドワーズ
- ロケ地：リスボン、シントラ（ポルトガル）
- 撮影日：2004年4月29日
- リリース日：2004年11月

アルバムのジャケットの撮影のためにリスボンを訪れた際に撮影された。

### HQ Video
- 監督： リッチー・スマイス
- ロケ地：Hanover Quay Studios（ダブリン）
- 撮影日：2004年10月
- リリース日：2004年11月8日

公式PVが完成するまでの間にプロモーションに使われた。

## アウトアピアランス
- サウスパーク（2007）- 2007年10月10日に放送された「More Crap」というエピソードで使われている。

## リミックス
- Jacknife Lee 7", 10",12" (2004)

by Jacknife Lee (「Vertigo」収録)
- Trent Reznor Remix (2005)

by  Trent Reznor ( 「Sometimes You Can't Make It on Your Own」, 『Artificial Horizon』 収録)
- Redanka Power Mix (2005)

by Redanka (「Sometimes You Can't Make It on Your Own」収録)

## オマージュ
- 羽生結弦がリンクを滑る際に使用していたことがある。[23]
- Asian Kung - Fu Generation （2012）- 「N2」という曲で「Vertigo」と似たようなギターリフを弾いている。[24]

## 評価

### イヤーオブ
- 2004年ローリングストーン年間ベストシングル第8位[25]
- 2004年ローリングストーン読者が選ぶ年間ベストシングル第1位[25]
- 2004年NME読者が選ぶ年間ベストソング第3位[26]
- 2004年アイ・ウィークリー（カナダ）年間ベストシングル第12位[27]
- 2005年グラミー賞最優秀ロック・パフォーマンス・デュオ/グループ、最優秀ロック楽曲賞、最優秀短編ミュージック・ビデオ
- 2005年Qマガジンが選ぶ聞くべき一曲第34位[28]
- 2005年Qマガジンが選ぶ優れたギタートラック100第58位[29]

### オールタイム
- 2010年ローリングストーンが選ぶ00年代ベスト100シングル第64位[30]